# Оскулярия дельтовидная
Оскулярия дельтовидная (лат. Oscularia deltoides) — вид суккулентных растений рода Оскулярия, семейства Аизовые (Aizoaceae), родом из ЮАР (Капская провинция). Полукустарник произрастает в основном в субтропических биомах.

## Описание
Это интенсивно цветущее растение произрастает среди скал из песчаника в горах с зимними дождями в дальнем юго-западном углу Южной Африки. Вырастая до 30 см в высоту, растение имеет серебристо-голубую листву. Толстые, сочные листья трехгранные с красными зубцами по краям. Стебли часто имеют пурпурный оттенок. Весной он производит массу розовых цветов с запахом миндаля.

## Таксономия
Oscularia deltoides (L.) Schwantes, Möller’s Deutsche Gärtner-Zeitung 42: 187. 1927.

#### Этимология
Oscularia: родовое латинское наименование, означающие «группа крошечных ртов» и относится к появлению зубчатых листьев у некоторых видов.
deltoides: от Δ — греческой дельты, четвёртой буквы греческого алфавита, имеющей форму равностороннего треугольника; дельтовидная.

#### Синонимы
Ранее вид относили к роду Lampranthus, как Lampranthus deltoides.
Гомотипные (основанные на одном и том же номенклатурном типе):
- Lampranthus deltoides (L.) Glen ex Wijnands (1983)
- Mesembryanthemum deltoides L. (1753)

Гетеротипные (основанные на разных номенклатурных типах):
- Mesembryanthemum deltatum (Schwantes) Maire & Weiller (1962)
- Mesembryanthemum muricatum Haw. (1803)
- Oscularia deltata Schwantes (1927)

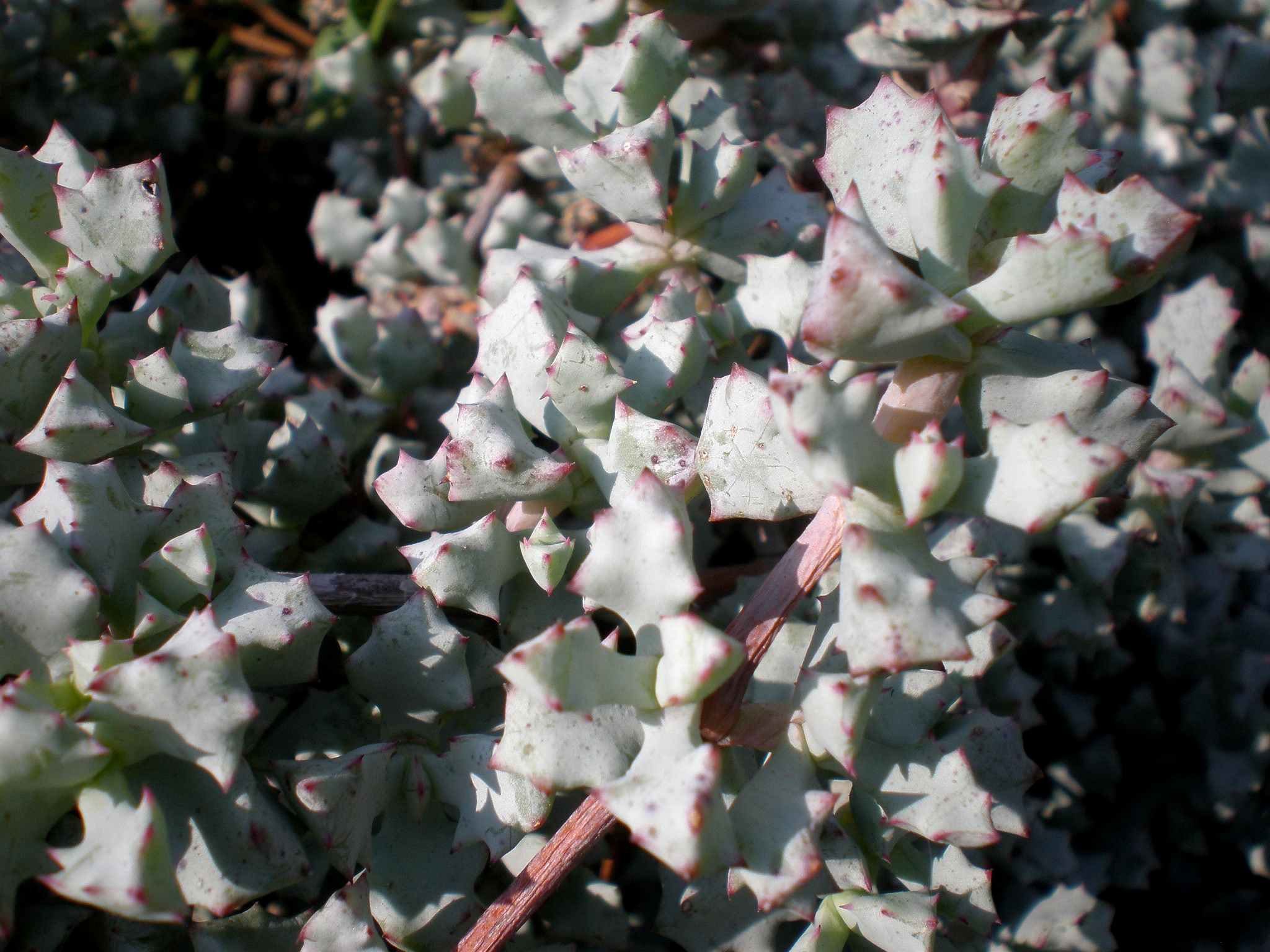
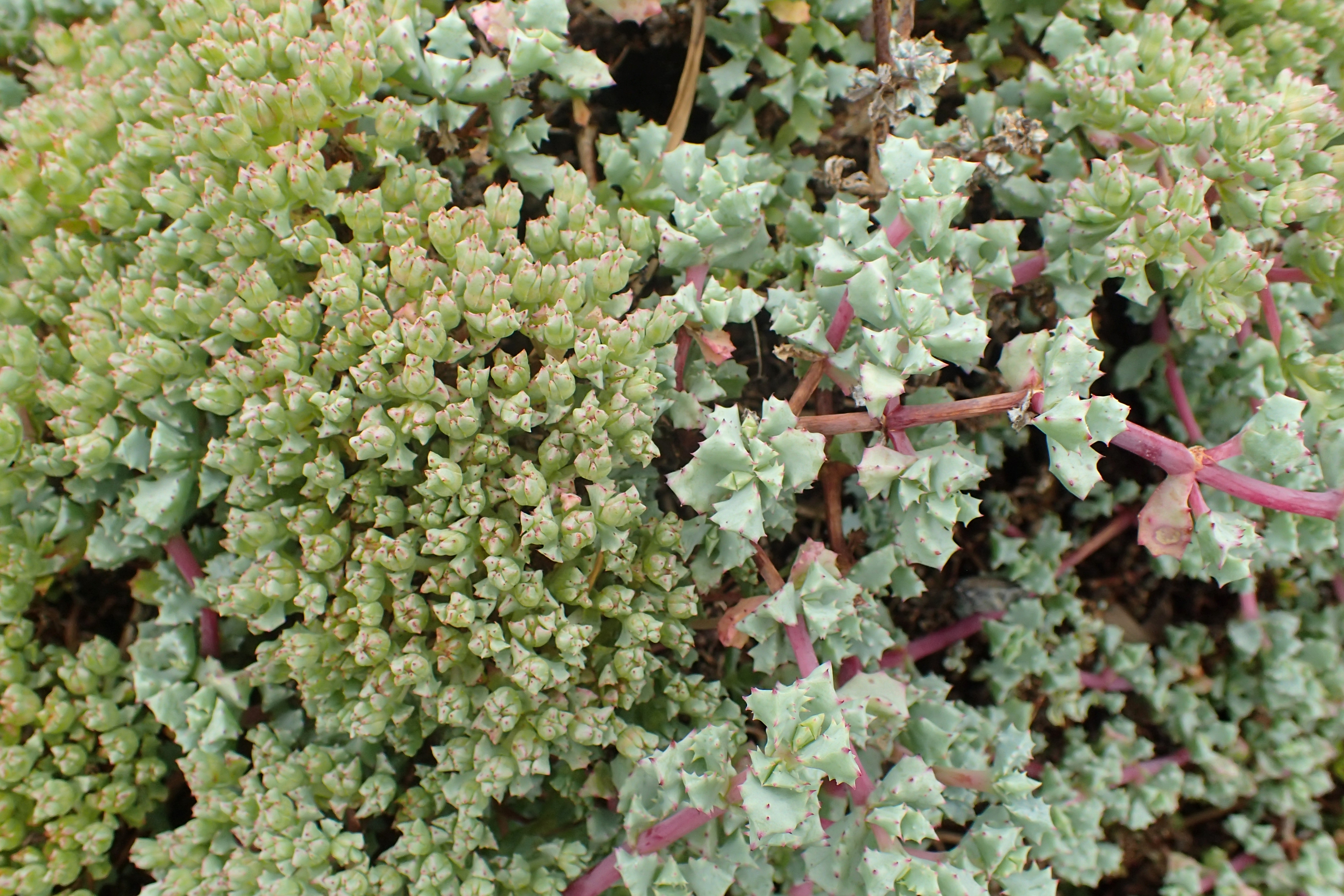
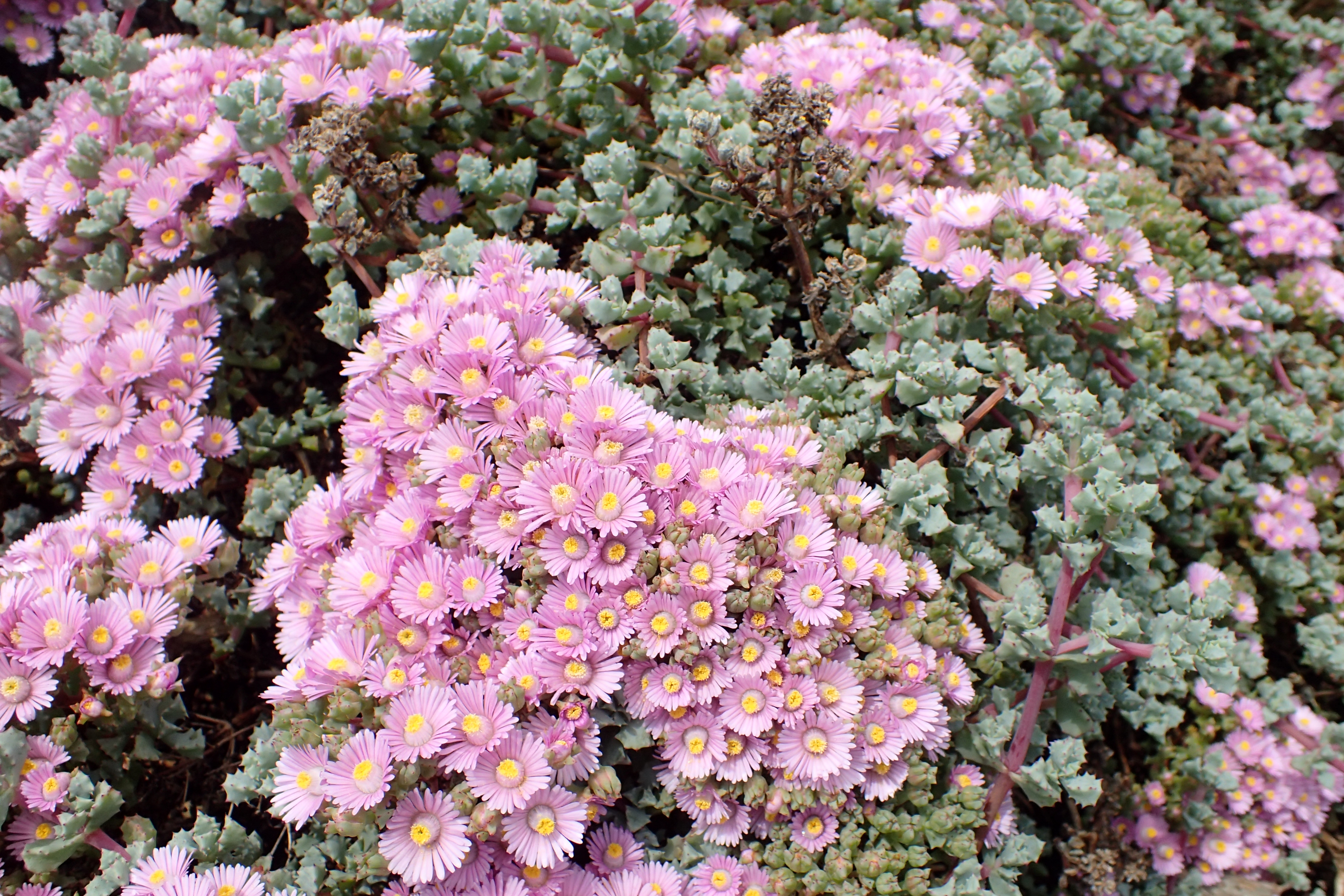
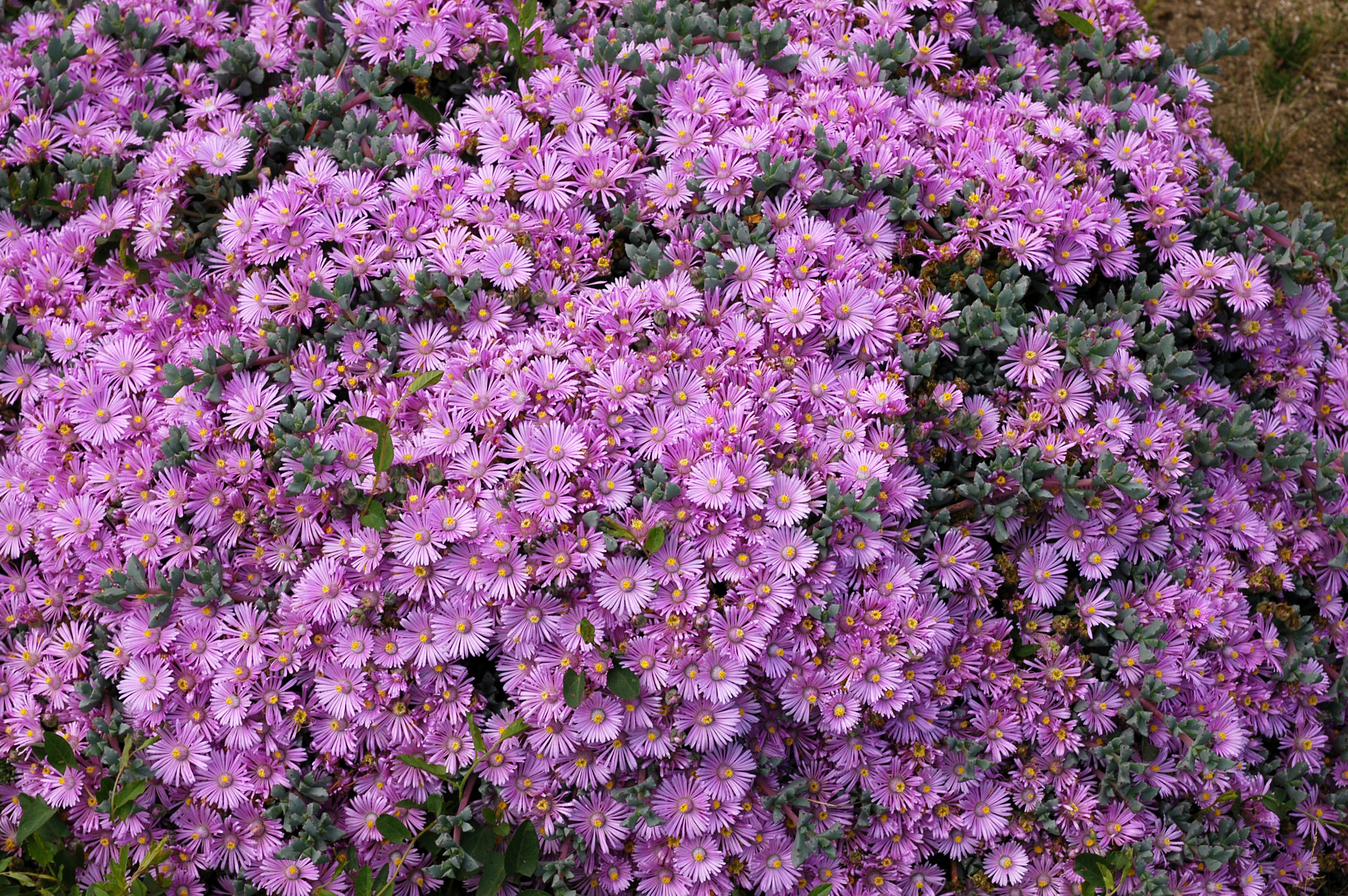

## Выращивание
Его все чаще выращивают в садах Южной Африки как декоративное растение, и его легко размножать черенками, которые следует сажать в солнечном месте. Этот суккулент, не требующий особого ухода, расползается, образуя красочный коврик, и хорошо растет на каменистом краю клумб, где он спускается каскадом. В регионах с более холодным умеренным климатом требуется зимнее укрытие или стеклянное покрытие.